# Amnicon
Amnicon è un comune degli Stati Uniti, situato in Wisconsin  nella Contea di Douglas. Il comune comprende le unincorporated community di Amnicon Falls, Middle River, Rockmont e Wentworth.